# Großoldendorf
Großoldendorf ist ein Ortsteil in der Gemeinde Uplengen im Landkreis Leer in Ostfriesland. Die Streusiedlung liegt etwa zweieinhalb Kilometer nordwestlich von Remels. In dem Dorf leben 687 Einwohner, die sich auf 281 Haushalte verteilen. Ortsvorsteher ist Eberhard Wilken (SPD).

## Geografie

### Lage und Ausdehnung
Großoldendorf liegt in der Gemeinde Uplengen im ostfriesischen Landkreis Leer. Der Ort befindet sich etwa 2,5 Kilometer nordwestlich des Uplengener Hauptortes Remels an der Straße vom genannten Hauptort nach Strackholt (Gemeinde Großefehn, Landkreis Aurich). Mit einer Gemarkungsfläche von 921 Hektar ist Großoldendorf der nach Fläche zweitgrößte Ortsteil der Gemeinde.

### Geologie

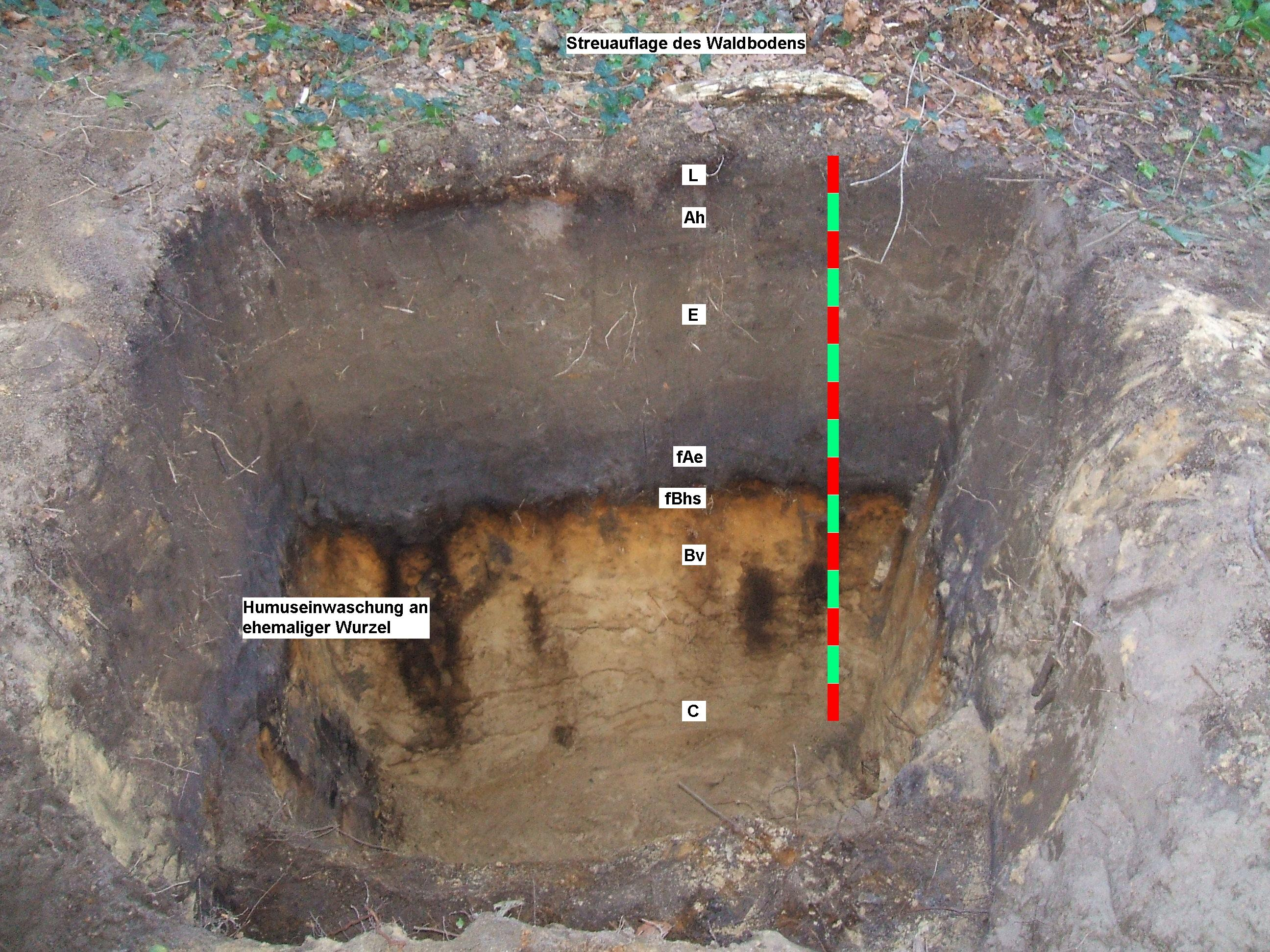
Profil eines Plaggeneschs: 40–50 cm Auflage über fossilem Podsol

Der Ort liegt auf etwa 8,4 Meter über Normalnull auf Böden von Pseudogley und Podsol. In der Gemarkung finden sich darüber hinaus im Westen und Nordosten Gebiete von Plaggenesch über Pseudo-Braunerde. Niedermoor ist zudem im Süden und Osten der Gemarkung zu finden.

### Schutzgebiete
Im Waldgebiet Holle Sand befindet sich die mit etwa 18,5 Metern über Normalnull höchstgelegene Stelle auf dem ostfriesischen Festland, eine Wanderdüne. Das Gebiet ist 126,3 Hektar groß und steht seit 1951 unter Schutz. Es handelt sich um das größte zusammenhängende Binnendünengebiet Ostfrieslands. Wegen der geringen Bodengüte besteht der Forst vorwiegend aus Kiefernwald, teilweise Birken-Eichenwald.

## Geschichte
Großoldendorf wird erstmals 1599 als Grote Oldendorp erwähnt und 1634 als Großoldendorff. Der Name bezeichnet das große alte Dorf.
Um 1900 entstand östlich des Waldgebiets Holle Sand eine neue Kolonie, die im Volksmund den Namen Blitzenfehn erhielt. Von 1913 bis 1920 sprach man offiziell jedoch vom Großoldendorferfeld. Das Waldgebiet selbst wurde in die Siedlung mit einbezogen, es entstanden am Forstrand einige Häuser. Die Kolonisten legten ein eigenes Wegenetz an, um mit dem Mutterdorf in Verbindung zu bleiben.
Die Ortschaft wurde 1924 an das Stromnetz angeschlossen, nachdem Jan Dieken Frieling am 9. Januar 1924 eine Bezugs-, Absatz und Elektrizitätsgenossenschaft für Groß- und Kleinoldendorf gegründet hatte. In Großoldendorf entstand ein Transformatorhäuschen, viele Einwohner blieben jedoch gegenüber der technischen Neuerung zunächst skeptisch: Der Stromverbrauch war gering.
Während der Weimarer Republik wählten die Einwohner Groß- und Kleinoldendorfs, die zu einem Wahlbezirk zusammengefasst wurden, großteils oder mehrheitlich rechte Parteien. Im Gegensatz zum Großteil Ostfrieslands geschah dies bereits bei der Wahl zur Deutschen Nationalversammlung 1919. Die DNVP erhielt 33 Prozent der Stimmen, ihr folgten die DDP (30,5 Prozent), die SPD mit 23 und die DVP mit 14 Prozent. Bei der Reichstagswahl im Dezember 1924 siegte die DNVP bereits mit 84 Prozent der abgegebenen Stimmen. Ihr folgten die DVP mit neun, die DDP und die NSDAP mit jeweils 2,5 sowie die SPD auf dem fünften Rang mit zwei Prozent der Stimmen. Die Nationalsozialisten verzeichneten in den folgenden Jahren weitere Zugewinne (1930: 32,7 Prozent) und erhielten schließlich bei den Wahlen im Juli 1932 90,1 Prozent der Stimmen. Die DNVP erhielt weitere 7,6 Prozent, so dass insgesamt 97,7 Prozent der Einwohner eine nationalkonservative oder faschistische Partei wählten. Die Sozialdemokraten kamen bei dieser Wahl auf 1,3 Prozent der Stimmen.
Während des Zweiten Weltkriegs kamen Kriegsgefangene und Zwangsarbeiter nach Großoldendorf, um die in der Landwirtschaft fehlenden Männer zu ersetzen, die zur Wehrmacht eingezogen worden waren. Polnische Zwangsarbeiter waren bereits nach dem Ende des Überfalls auf Polen nach Großoldendorf gekommen, am 10. April 1941 erschienen zum ersten Mal französische Kriegsgefangene im Ort. Im Krieg ließen 39 Großoldendorfer Männer ihr Leben. Polnische und kanadische Truppen erreichten den Ort am 1. Mai 1945, bei Kampfhandlungen gerieten mehrere Häuser in Brand.
Wie die gesamte Gemeinde Uplengen ist Großoldendorf seit Gründung der Bundesrepublik ein Rückhalt der CDU im ansonsten eher sozialdemokratisch geprägten Ostfriesland. Bei der Bundestagswahl 1949 erzielten die Christdemokraten in Großoldendorf die relative Mehrheit der Stimmen, der Anteil lag zwischen 30 und 40 Prozent. Auch bei der Bundestagswahl 1953 holten die Christdemokraten die relative Mehrheit, ebenso bei der Wahl 1969. Mit diesem Ergebnis blieb die CDU jedoch in Großoldendorf hinter allen anderen Ortsteilen Uplengens zurück, denn dort holte sie die absolute Mehrheit. Bei der „Willy-Brandt-Wahl“ 1972, die der SPD in Ostfriesland ein Rekordergebnis und das Eindringen in manche vorherige CDU-Bastion erbrachte, war es wiederum Großoldendorf, das aus der Reihe der anderen Uplengener Ortsteile „ausscherte“: Die Christdemokraten holten in allen Ortsteilen die relative oder absolute Mehrheit, lediglich in Großoldendorf holten die Sozialdemokraten (mit absoluter Mehrheit) den Sieg.
Nach dem Zweiten Weltkrieg wurde der ländliche Straßen- und Wegebau sukzessive vorangetrieben. 1952 entstand die Verbindung nach Neudorf, 1960 die direkte Verbindung nach Remels. Im selben Jahr wurde die Straße nach Neudorf weiter ausgebaut.
Am 1. Januar 1973 wurde Großoldendorf in die neue Gemeinde Uplengen eingegliedert.
Eine Dorferneuerung wurde in den Jahren 1995 bis 1998 in Groß- und Kleinoldendorf geplant und von 1998 bis 2006 umgesetzt.

### Einwohnerentwicklung
Für das Jahr 1821 sind 189 Einwohner dokumentiert. Die Zahl stieg zunächst auf 257 im Jahre 1848. In den folgenden Jahrzehnten stagnierte diese Zahl jedoch. Wie in vielen Dörfern Ostfrieslands machte sich hier die Auswanderung nach Amerika bemerkbar: 1871 wurden 232 Einwohner gezählt, 1885 und 1905 sogar nur noch jeweils 225. Erst nach dem Ersten Weltkrieg stieg die Zahl wieder deutlich an, 1925 registrierten die Behörden 437 und 1939 schließlich 485 Einwohner. Nach dem Zweiten Weltkrieg siedelten sich Vertriebene aus den Ostgebieten des Reiches an, so dass die Einwohnerzahl sprunghaft auf 611 (1946) stieg. Darunter stellten die Vertriebenen 115 Einwohner. Dies entsprach einem Anteil von 19 Prozent. Der Anteil stieg bis 1950 leicht auf 19,7 Prozent (127 von 646 Einwohnern). In den folgenden Jahrzehnten war ein leichter Anstieg bemerkbar, 1970 zählte man 760 Einwohner.
| Jahr | Einwohnerzahl |
| ---- | ------------- |
| 1821 | 189           |
| 1848 | 257           |
| 1871 | 232           |
| 1885 | 225           |
| 1905 | 225           |
| 1925 | 437           |

| Jahr | Einwohnerzahl |
| ---- | ------------- |
| 1933 | 515           |
| 1939 | 485           |
| 1946 | 604           |
| 1950 | 646           |
| 1961 | 691           |
| 1970 | 768           |

## Bauwerke

Galerieholländer

Sehenswert ist eine gut erhaltene Galerieholländerwindmühle aus dem Jahre 1887. Die Mühle wurde bis 1962 von Windkraft angetrieben, danach mit Motorkraft. 1977 wurde der Mahlbetrieb eingestellt.